# Frontera entre Angola i Namíbia
La Frontera entre Angola i Namíbia és una frontera internacional terrestre de 1.376 quilòmetres de llarga que separa el territori d'Angola i el de Namíbia a Àfrica Meridional.
D'oest a est la frontera és definida pel riu Cunene, a la zona del desert del Namib, seguint el curs del riu fins a Quedas do Ruacaná, on hi ha projectes comuns d'aprofitament forestal i hidroelèctric. D'allí passa a seguir una línia recta seguint un paral·lel fins a trobar el riu Cubango. Segueix el seu curs fins a Mucusso, definint després el limit septentrional de la franja de Caprivi fins al trifini d'ambdós països amb Zàmbia.
La carretera que enllaça la província de Cunene (Angola) amb la província d'Ohangwena (Namíbia) és l'única via terrestre d'enllaç entre els dos països i està dotada d'un creuament en diagonal després del lloc fronterer per permetre el canvi de sentit de circulació; de dreta a esquerra en direcció a Angola-Namíbia i d'esquerra a dreta en direcció a Namíbia-Angola.
A la banda namíbia, les viles més properes a la frontera són Eenhana, Rundu, Nkurenkuru, Ruacana i Oshikango. A l'est de Rundu, la frontera segueix unes desenes de quilòmetres el curs de l'Okavango, fins que aquest forma el delta de l'Okavango a Botswana.
Aquesta frontera fou escenari de combats durant la Guerra Civil angolesa.